# Кост у грлу
«Кост у грлу» (латиницей Kost u grlu, рус. Кость в горле) — дебютный студийный альбом югославской рок-группы «Рибља чорба». Записан в течение лета 1979 года в пятой студии ТРК Белград и выпущен 11 сентября 1979 года. В 1998 году альбом был назван шестнадцатым в списке 100 лучших альбомов югославской рок-музыки.

## Список композиций
Сторона А
1. «Рокенрол за кућни савет» (Б. Джорджевич) – 2:43
2. «Звезда поткровља и сутерена» (М. Алексич, Б. Джорджевич) – 2:56
3. «Распродаја бола» (Р. Койич, Б. Джорджевич) – 3:33
4. «Позајмила је паре, полудела је скроз, купила је карту и села је у воз» (Б. Джорджевич) – 2:39
5. «Ја сам још она иста будала» (Б. Джорджевич) – 3:49

Сторона Б
1. «Још један шугав дан» (Р. Койич, Б. Джорджевич) – 3:05
2. «Хеј, ћале» (Р. Койич, Б. Джорджевич) – 3:13
3. «Мирно спавај» (Н. Божич, Б. Джорджевич) – 2:37
4. «Егоиста» (Б. Джорджевич) – 2:23
5. «Остани ђубре до краја» (М. Алексич, Б. Джорджевич) – 4:37

## Участники записи
- Бора Джорджевич — вокал
- Райко Койич — гитара
- Момчило Баягич — гитара
- Миша Алексич — бас-гитара
- Вицко Милатович — ударные